# Capitolio del Estado de Wyoming
El Capitolio del Estado de Wyoming (en inglés Wyoming State Capitol) es la sede del gobierno del estado de Wyoming (Estados Unidos). Construido entre 1886 y 1890, está ubicado en Cheyenne, la capital del estado. Contiene las cámaras de la Legislatura del Estado de Wyoming, así como la oficina del gobernador. Fue agregado al Registro Nacional de Lugares Históricos en 1973 y designado Hito Histórico Nacional de Estados Unidos en 1987. Se sometió a una extensa renovación de tres años y reabrió sus puertas al público el 10 de julio de 2019.

## Historia
La construcción del capitolio comenzó antes de que Wyoming accediera a la condición de estado. Cheyenne nació en 1867 en el trayecto del ferrocarril transcontinental, cuando las tripulaciones de Union Pacific llegaron a la región para trazar vías férreas hacia el Oeste. Cheyenne pronto reclamó un estatus más alto que los asentamientos más antiguos de Wyoming, como Fort Laramie, Fort Bridger y la ciudad minera de South Pass City, cambiando a Cheyenne de aldea a ciudad en cuestión de meses. La sede del nuevo gobierno territorial se estableció en Cheyenne en 1869.
En 1886, la Novena Asamblea Legislativa Territorial autorizó la construcción del Capitolio. Una comisión de cinco miembros, nombrada por el gobernador Francis E. Warren, se encargó de la selección y compra del sitio, de la elección de un arquitecto y de la aceptación de las ofertas que no superaran los 150.000 dólares. La comisión adquirió un solar en Hill Street, ahora Capitol Avenue, por 13.100 dólares y eligió a la firma de David W. Gibbs & Company, Architects, para desarrollar el proyecto. Fue aceptado en julio de 1886 y se emitió un contrato a la mejor oferta, que consiguió Adam Feick & Brothers, que comenzó la construcción el 9 de septiembre de 1886.
El edificio fue planeado, diseñado y construido en tres fases, que comenzaron en 1888, 1890 y 1917. Las dos primeras incluían el edificio principal coronado por la cúpula y dos pequeñas alas al este y el oeste, y se completaron a tiempo para la admisión de Wyoming al convertirse en el 44.° estado de los Estados Unidos, el 10 de julio de 1890.
La Décima Asamblea Legislativa Territorial se reunió en el edificio inconcluso. En 1915 la Decimotercera legislatura aprobó la construcción de las Cámaras de la Cámara y el Senado, que se completaron en marzo de 1917. El arquitecto de la tercera fase fue William Dubois de Cheyenne.
La 42.ª Legislatura en 1974 asignó fondos para la primera fase de renovación del capitolio y el proyecto se completó en 1980. El trabajo incluyó retirar y teñir toda la carpintería, pintar las paredes con los diseños y colores originales, reemplazar las vigas del piso de madera por una estructura de acero y hormigón, además de modernizar el cableado, la calefacción, la plomería y el aire acondicionado.
En 2013, la Legislatura del Estado de Wyoming creó un grupo de trabajo para examinar las posibles renovaciones del edificio. Se autorizó el proyecto de renovación en 2014 con trabajos en el Capitolio, el Edificio Herschler, la planta de servicios públicos y los túneles que se completarán como un proyecto unificado con un presupuesto de 299 millones de dólares.
El edificio fue designado Hito Histórico Nacional en 1987, por su papel en la historia de Wyoming, incluido específicamente el papel que desempeñó en la celebración de convenciones que aseguraron el sufragio femenino en la Constitución estatal.

## Descripción

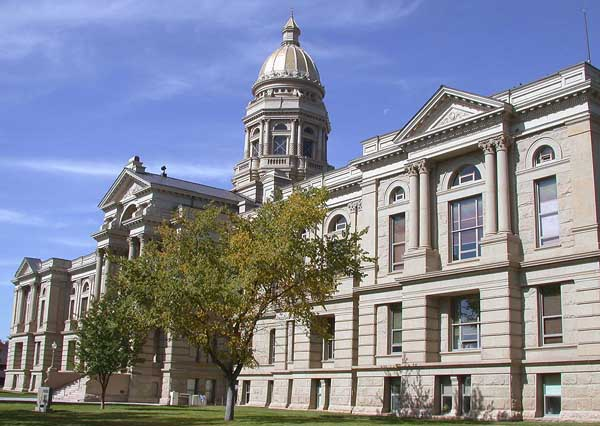
La fachada tal como se amplió durante 1915 con las cámaras de la Cámara y el Senado en los pabellones finales

El capitolio está ubicado al norte del centro de Cheyenne. El acceso exterior a los escalones de la entrada del capitolio presenta el Sello del Estado en granito.
El edificio es de estilo neorrenacentista y recuerda al Capitolio de Estados Unidos en Washington D. C. La piedra arenisca provino de canteras en Rawlins (Wyoming) y Fort Collins (Colorado). La piedra angular del edificio se colocó el 18 de mayo de 1887, con mapas, una lista de funcionarios territoriales y otros documentos en su interior. Durante el Centenario del Capitolio en 1987; se quitó la piedra angular, se reemplazaron estos documentos y se restableció la piedra angular.
Desde el centro de la rotonda se ven los vitrales importados de Inglaterra. Desde abajo brilla con tonos azules, púrpuras y verdes, pero la parte superior brilla con rojo, amarillo y naranja. El pico de la cúpula tiene 45 m de altura y la base tiene 15,2 m de diámetro.
La rotonda del primer piso tiene pisos de mármol de tablero de ajedrez, columnas y una impresionante escalera de madera de cerezo traída de Ohio.
La cámara del Senado está en el ala oeste del edificio del segundo piso; la cámara de la casa está en el ala este del segundo piso. Cada cámara contiene cuatro grandes murales de Allen Tupper True, quien los pintó en agosto de 1917 por 500 dólares cada uno. Estos representan varios aspectos de la cultura, la historia y la industria de Wyoming. Los del Senado se titulan Jefe Indio Cheyenne, Oficial de Caballería de la Frontera, Piloto de Pony Express y Constructores / Agrimensores de Ferrocarriles. Los de la Cámara, Ganaderos, Tramperos, Homesteaders y Diligencia.
Los techos de ambos salones están incrustados con vitrales de Midland Paint and Glass Company de Omaha, Nebraska, con el Sello del Estado de Wyoming en el centro. Ambos recintos son accesibles a los visitantes por balcones en el tercer piso. La casa tiene dos pinturas al óleo de E. William Gollings. La madera es de roble.

## Renovación
El Capitolio del Estado de Wyoming pasó por una importante restauración entre 2016 y 2019. Algunas de las mejoras incluyeron: la adición de escaleras, ascensores y baños; la restauración de pinturas decorativas y molduras; y la mejora de los sistemas eléctricos y de climatización. Durante la fase de restauración, hubo varios descubrimientos de pinturas, elementos arquitectónicos decorados y carpintería que fueron restaurados. Otra parte importante del proyecto fue recuperar parte de la visibilidad de la cúpula en el edificio. Para poder verla desde North Capitol Avenue, se demolió un gran atrio en un edificio adyacente.

### El domo
La cúpula es de cobre y se empañó tanto en 1900 que comenzaron a usar pan de oro  de 24 quilates en el exterior. Esta es visible desde todas las carreteras que ingresan a la ciudad. Ha sido dorado cinco veces, la primera en 1900. En 2009, se recuperó en oro por 1,3 millones de Estados Unidos. Durante el proceso de restauración que se llevó a cabo entre 2016 y 2019, se utilizaron andamios para cubrir la cúpula hasta finalizar las obras. Gracias a este trabajo, la esperanza de vida de la cúpula pasó de apenas 15 años a 90 años.

### Las bóvedas
En el primer piso del Capitolio hay seis bóvedas cubiertas con pintura marrón. Durante la restauración, esta pintura se eliminó y debajo de ella se escondieron pinturas únicas, una para cada puerta de la bóveda. Se descubrió que estas bóvedas fueron realizadas por Mosler Safe and Lock Company, que era una empresa de seguridad bien distinguida en ese momento. Esta empresa se llamaba originalmente Mosler, Bahmann and Company y estaba ubicada en Cincinnati, Ohio. Más tarde, los hijos de Mosler se harían cargo del negocio y lo trasladarían a Hamilton, Ohio, donde se dirigiría bajo el nombre de Mosler Safe and Lock Company.

## Galería

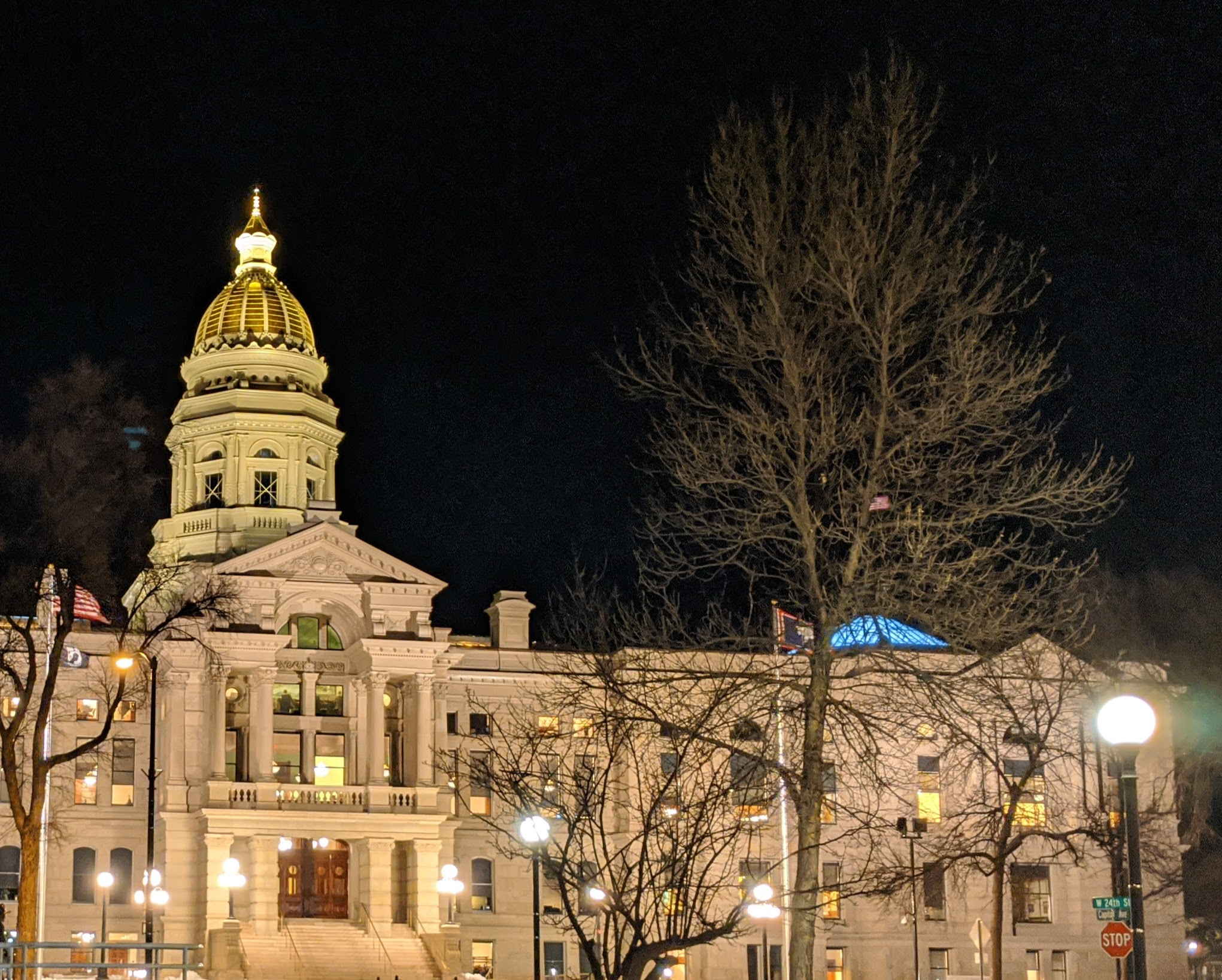
Fachada
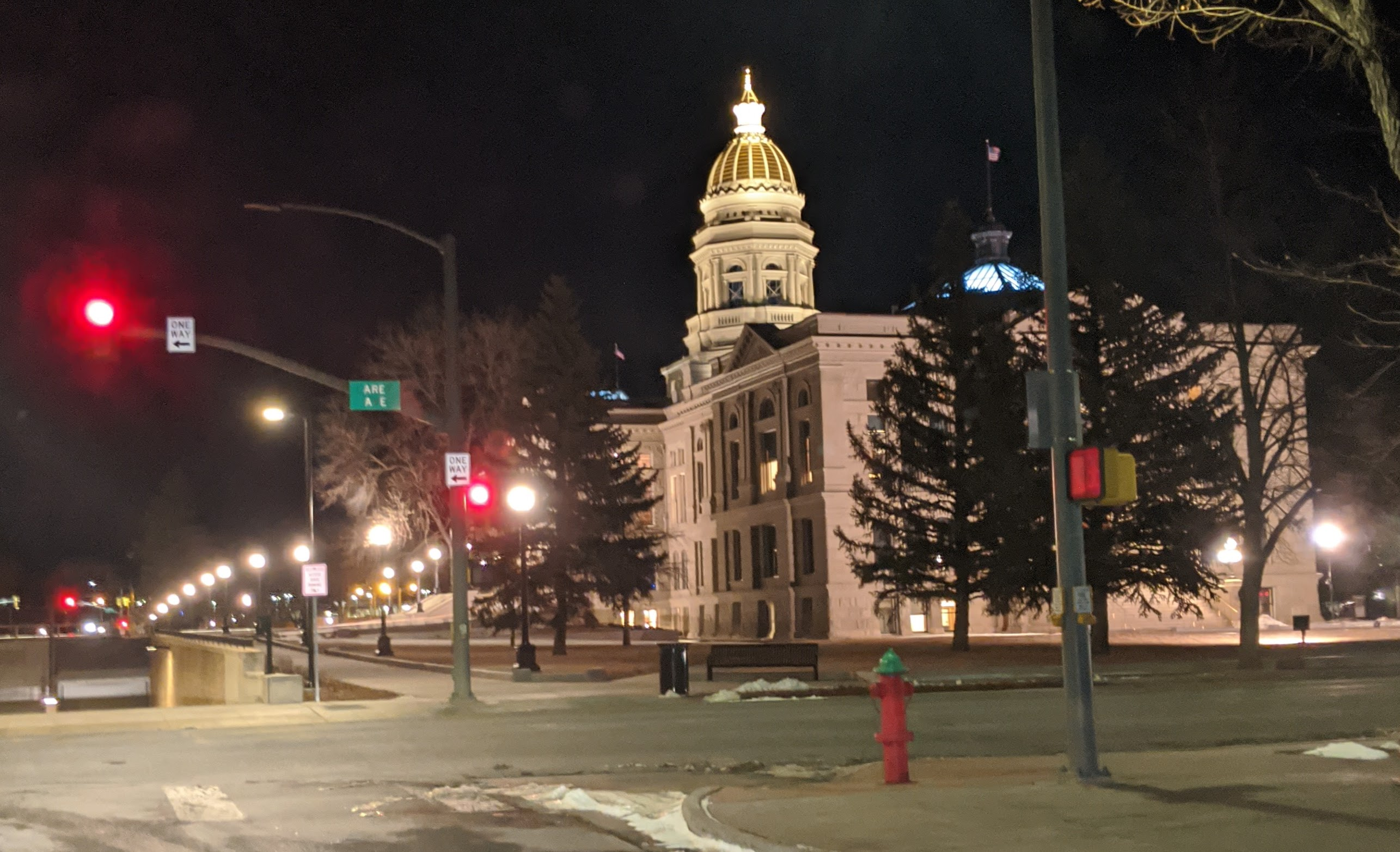
Parte oeste
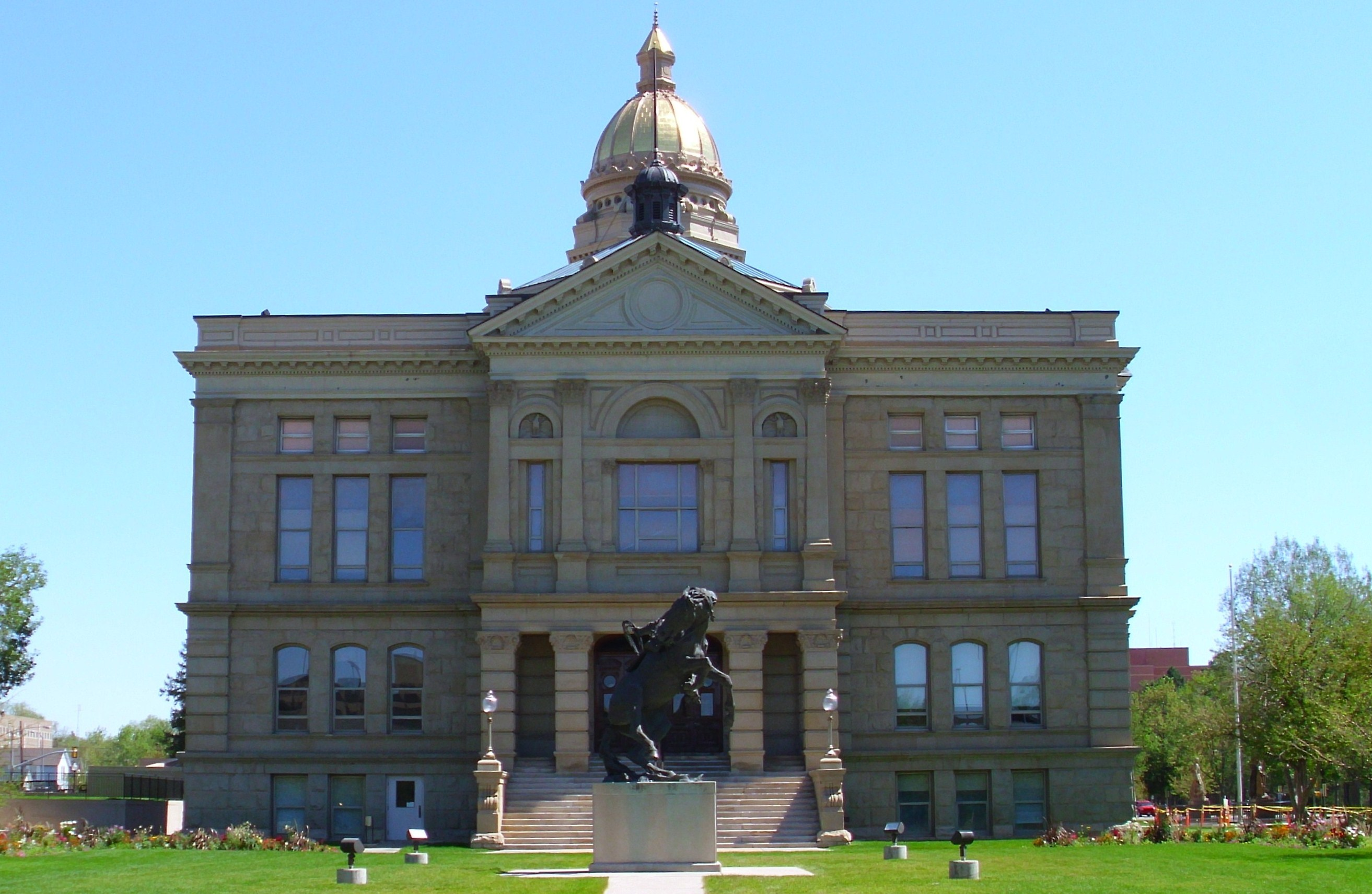
Entrada oeste
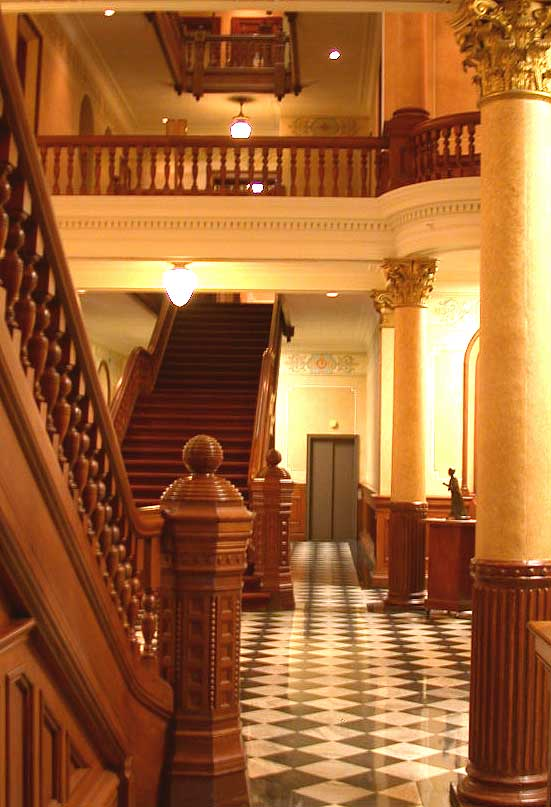
Vista del primer piso, mostrando diseño corintio en columna.
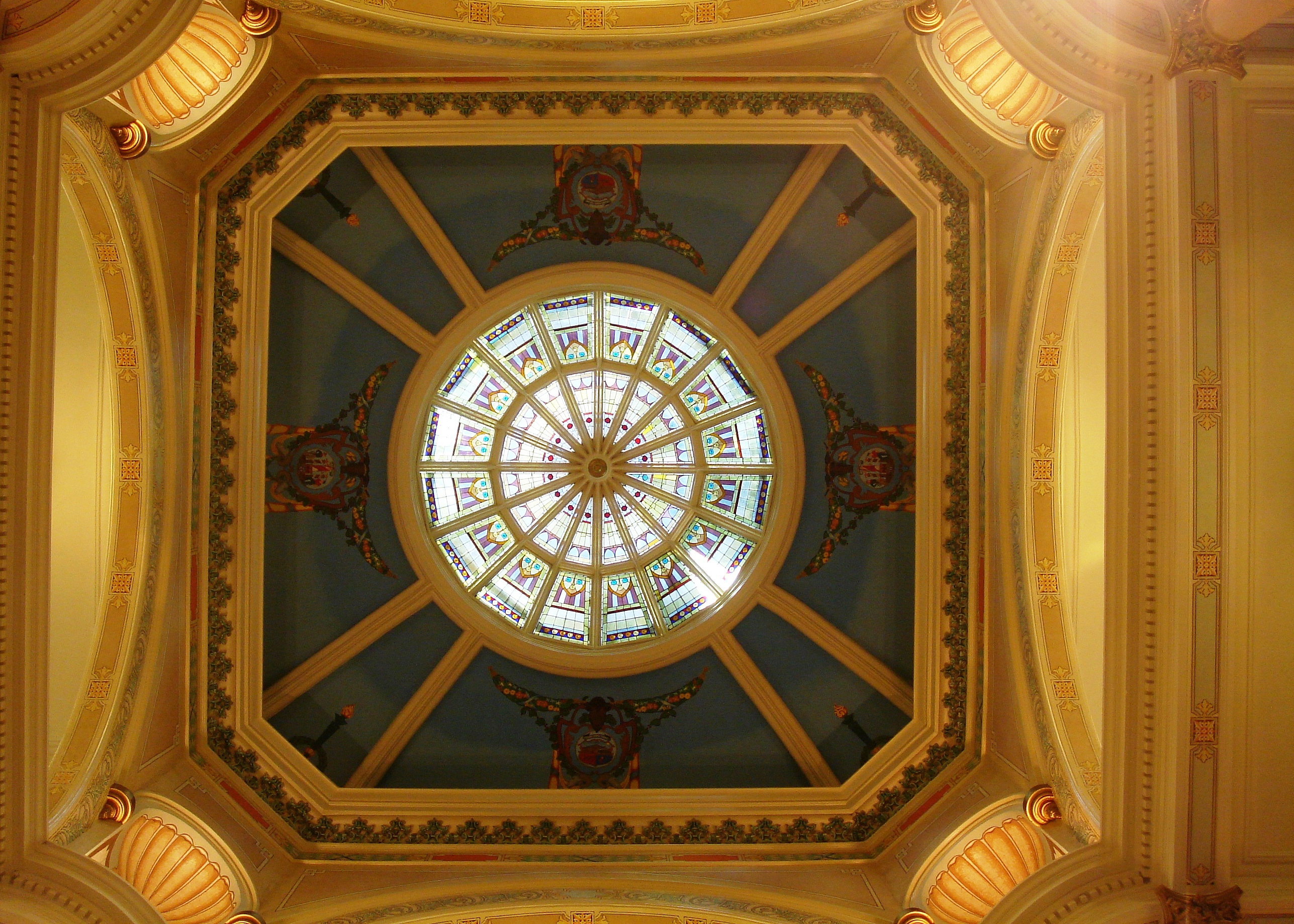
Domo interior